# Sphaerodactylus monensis
Sphaerodactylus monensis är en ödleart som beskrevs av  Meerwarth 1901. Sphaerodactylus monensis ingår i släktet Sphaerodactylus och familjen geckoödlor. Inga underarter finns listade i Catalogue of Life.